# Maxomys hellwaldii
Maxomys hellwaldii és una espècie de mamífer rosegador de la família dels múrids. És endèmic de Sulawesi (Indonèsia), on viu a altituds d'entre 0 i 1.006 msnm. El seu hàbitat natural són els boscos primaris tropicals perennifolis de plana. Està amenaçat per la destrucció del seu medi i, possiblement, la caça. L'espècie fou anomenada en honor de l'autor austríac Friedrich Anton Heller von Hellwald.